# Barry Kirk Jackman
Barry Kirk Jackman (ur. 16 marca 1981) – barbadoski judoka. Olimpijczyk z Aten 2004, gdzie odpadł w eliminacjach w wadze półciężkiej.
Uczestnik mistrzostw świata w 2003. Startował w Pucharze Świata w 2004. Siódmy na igrzyskach panamerykańskich w 2003 roku.

## Letnie Igrzyska Olimpijskie 2004
| Konkurencja | Eliminacje           | Klas. końcowa |
| Konkurencja | Przeciwnik I         | Miejsce       |
| ----------- | -------------------- | ------------- |
| 100 kg      | Martin Kelly (AUS) P | 1 runda       |